# Portrait of an American Family
Portrait of an American Family este albumul de debut al trupei rock americane Marilyn Manson, lansat pe 19 iulie 1994 de Nothing and Interscope Records . Grupul a fost format în 1989 de vocalistul Marilyn Manson și chitarista Daisy Berkowitz, ale căror nume au fost create prin combinarea numele unei vedete din cultura pop cu numele de familie al unui criminal în serie : o combinație de nume acceptată de toți ceilalți membri ai trupei pentru următorii 7 ani.  

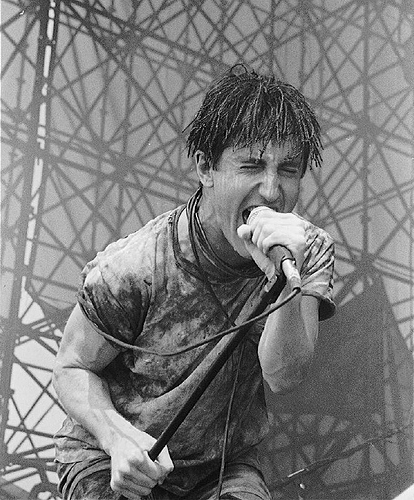
Trent Reznor a semnat contractul trupei la Nothing Records.

Portrait of an American Family a fost lansat cu succes comercial limitat și recenzii  pozitive; în 2017, Rolling Stone a considerat albumul unul dintre cele mai importante albume din istoria muzicii heavy metal . Grupul a participat la mai multe turnee pentru a promova lansarea, inclusiv apariția ca un act de deschidere în „ Self Destruct Tour ” de la Nine Inch Nails, precum și „ Portrait of an American Family Tour ”. „ Get Your Gunn ” și „ Lunchbox ” au fost lansate ca single-uri, în timp ce „ Dope Hat ” a fost lansat ca single promoțional . Albumului i-a fost oferit certificatul de aur de către Recording Industry Association of America, în 2003, pentru expedieri de peste 500.000 de unități în Statele Unite. 

## Listă de piese
Toate versurile au fost scrise de Marilyn Manson, cu excepția primei piese, scrisă de Manson și Roald Dahl,  și piesa a 12-a, de Marilyn Manson și Charles Manson (necreditat) . 
| Nr. | Titlu | Lungime |  |

1. ”Prelude (The Family Trip)
2. ”Cake and Sodomy”
3. ”Lunchbox”
4. ”Organ Grinder”
5. ”Cyclops”
6. ”Dope Hat”
7. ”Get Your Gunn”
8. ”Wrapped in Plastic”
9. ”Dogma”
10. ”Sweet Tooth”
11. ”Snake Eyes and Sissies”
12. ”My Monkey”
13. ”Misery Machine”
| Portrait of an American Family – 1997 lansarea în Argentina |                                                      |         |  |
| Nr.                                                         | Titlu                                                | Lungime |  |
| 14.                                                         | „Down in the Park”                                   | 5:00    |  |
| 15.                                                         | „Brown Bag” (Remix of "Lunchbox" by Charlie Clouser) | 6:19    |  |